# Musée maritime fluvial et portuaire de Rouen
Musée maritime fluvial et portuaire de Rouen er et museum om søfart og Rouens havns historie.

## Museet
Hovedtemaer i museet er :
- Havnens historie med mange fotografier, og et udstillingsrum om ødelæggelser på grund af 2. verdenskrig
- De store sejlskibe i Rouen
- Handelsflåden
- Kanalnavigationen
- Skibsbygningen
- Hvalfangsten
- Historie om undervandsbåde

Blandt de udstillede værker er der kanalskibs- og trålersmotor, en dimmeklokke som tidligere var forankret ved Risles elvemunding, en dykkerudrustning og reproduksionen af skibsradiokabinen sådan som den var i 1960'erne.
Et hvalskelet (lånt af museum d'histoire naturelle de Rouen) står udstillet midt i museet. Det er en silhval, som var 7 år da den gik på grund og døde.
Et 38 meter langt flod- og kanalskib, Pompon Rouge, kan besøges i museumsbaggården. Lastrummet blev indrettet for at give plads til en midlertidig udstilling om kanalnavigasion med blandt andet en slusemodel.

## Gallere
- Kanalskibet Pompon Rouge, forandret til udstillingsrum
- Skibslastrummet, med udstillingen om navigation.
- 400 CV og 28 ton Sulzer-motor som skulle sættes i en trawler (1937)
- Marie-Louise Schiaffinos model
- Petraias model
- Model af transportbrogen i Rouen
- Hvalskelet
- 60-års skibs radiokabinen
- Slagskibets Richelieu model
- Dykkerudrustning

## Bygningen
Museet ligger i en ex-hangar havns. Den blev bygget i 1926, og navnet var hangar M til 1966 og Port autonome de Rouens grundlæggelse.
I 1984 kunne den ikke længere bruges af havnen, da den var for lille.